# جمعية كشافة كينيا
جمعية الكشافة كينيا هي جمعية الكشافة الوطنية في كينيا. تأسست الحركة الكشفية في شرق أفريقيا البريطانية في عام 1910 وأصبح عضوا في المنظمة العالمية للحركة الكشفية في عام 1964. ولديها 323929 أعضاء (اعتبارا من 2011).